# Deremius matilei
Deremius matilei är en skalbaggsart som beskrevs av Stefan von Breuning 1981. Deremius matilei ingår i släktet Deremius och familjen långhorningar. Inga underarter finns listade i Catalogue of Life.